# Steffen Schütz
Steffen Schütz (ur. 10 grudnia 1966 w Eisenach) – niemiecki polityk i projektant, działacz Sojuszu Sahry Wagenknecht (BSW), minister w rządzie Turyngii.

## Życiorys
W 1985 roku ukończył szkołę średnią, a następnie odbył zasadniczą służbę wojskową. W latach 1987–1990 studiował metodykę komunikacji w Wyższej Szkole Reklamy i Projektowania w Berlinie, uzyskując tytuł dyplomowanego projektanta.
W latach 1990–1992 był kierownikiem berlińskiego oddziału firmy Messebau Keck z Renningen. Następnie, w latach 1993–1997, pełnił funkcję dyrektora zarządzającego w RSI Marketing w Selchow pod Berlinem. Od 1997 do 2024 roku był dyrektorem zarządzającym agencji Schütz Brandcom GmbH w Berlinie.
W 2024 roku wstąpił do Sojuszu Sahry Wagenknecht (BSW) i został przewodniczącym struktur partii w Turyngii. 13 grudnia 2024 roku objął stanowisko ministra ds. cyfryzacji i infrastruktury w rządzie tego landu. Od tego samego dnia zasiada również w Bundesracie jako jego członek zastępczy.